# ブロークンアロー (オクラホマ州)
ブロークンアロー（英: Broken Arrow）は、アメリカ合衆国オクラホマ州のタルサ郡にある都市。人口は11万3540人（2020年）。タルサ市のベッドタウンである。市域の一部はワゴナー郡に入っている。
ブロークンアローの町の区画は1902年にミズーリ・カンザス・アンド・テキサス鉄道によって売却され、この鉄道会社の秘書であるウィリアム・S・フィアズによってブロークンアローと名付けられた。その謂われは涙の道を通ってアラバマ州からオクラホマにやってきたクリーク族インディアンが定着した集落に因むものだった。
ブロークンアローは当初農業社会だったが、現在は多様な経済となっている。州内では3番目に製造業が集中した都市となっている。

## 歴史
ブロークンアローという名前はアラバマ州にあったクリーク族インディアンの古い集落から来ている。涙の道を辿ってオクラホマに来たクリーク族員が新しい定住地に入ったとき、アラバマ州の昔の集落名をそこに付けた。クリーク語の名前は"Rekackv"（スリー・カウチ・クーと発音された）であり、「折れた矢」を意味した。この新しい定住地は現在のブロークンアロー中心街の南数マイルの位置にあった。
それから数十年後、ミズーリ・カンザス・アンド・テキサス鉄道がこの地域を抜ける鉄道を建設した。この会社は経路に沿った土地に町を建設する特権を与えられていた。彼等は1902年にアーカンザス・バレー・タウンサイト社にまだ土地の名もない場所のうち3か所を売却した。鉄道会社の秘書であるウィリアム・S・フィアズがその場所の1つを選んで名付けることを許された。彼はタルサの南東約18マイル (29 km)、クリーク族の定住地スリー・カウチ・クーからは約5マイル (8 km) 北の地を選んで、その新しい町をブロークンアローと名付けた。ブロークンアロー市の中央を通るミズーリ・カンザス・アンド・テキサス鉄道線は現在も残っており、ユニオン・パシフィック鉄道が所有して貨物輸送に使っている。
ブロークンアローの歴史で初めの数十年間、その経済は主に農業に基づいていた。20世紀初期には市の近くに石炭の露天掘り地が幾つかあったので、石炭産業も重要な役割を果たした。市の新聞である「ブロークンアロー・レッジャー」が市設立の数年後には発刊された。1904年には最初の学校が設立された。20世紀前半はそれほどの成長をみることなく、商業の中心はメインストリートに沿ってあった。市内の教会の大半もメインストリートかその近くにあった。
1960年代、ブロークンアローは小さな町から郊外都市への成長を始めた。この頃ブロークンアロー・イクスプレスウェイ（州道51号線）が建設され、タルサ中心街とを結んだことで、市の成長が加速された。人口は1970年の11.000人強から1990年の5万人を超えるまでに脹れ上がり、2000年には74,000人以上になった。この期間にベッドタウン以上のものになってきた。近年市の指導者はさらなる経済開発を推し進め、ショッピングやドライブで他の町に行くよりも市の中で済ますように奨励している。

## 地理と気候
ブロークンアローは北緯36度2分11秒 西経95度47分1秒 / 北緯36.03639度 西経95.78361度に位置する。オクラホマ州の北東部にあり、グレートプレーンズとオザーク高原の間にある。オクラホマ州の進める緑の植生、丘および湖で知られるグリーン・カントリーの一部である。グリーン・カントリーはオクラホマ州に11ある環境保護区のうち7か所がある州内でも最も地形的に多様なところである。
アメリカ合衆国国勢調査局によれば、市域全面積は45.6平方マイル (118.1 km2)であり、このうち陸地は45.0平方マイル (116.5 km2)、水域は0.6平方マイル (1.6 km2)で水域率は1.34％である。

### 気候
| ブロークンアローの気候               | ブロークンアローの気候 | ブロークンアローの気候 | ブロークンアローの気候 | ブロークンアローの気候 | ブロークンアローの気候 | ブロークンアローの気候 | ブロークンアローの気候 | ブロークンアローの気候 | ブロークンアローの気候 | ブロークンアローの気候 | ブロークンアローの気候 | ブロークンアローの気候 | ブロークンアローの気候 |
| 月                                   | 1月                    | 2月                    | 3月                    | 4月                    | 5月                    | 6月                    | 7月                    | 8月                    | 9月                    | 10月                   | 11月                   | 12月                   | 年                     |
| ------------------------------------ | ---------------------- | ---------------------- | ---------------------- | ---------------------- | ---------------------- | ---------------------- | ---------------------- | ---------------------- | ---------------------- | ---------------------- | ---------------------- | ---------------------- | ---------------------- |
| 平均最高気温 °C （°F）               | 7.6 (45.7)             | 10.7 (51.2)            | 16.3 (61.3)            | 22.3 (72.1)            | 26.2 (79.1)            | 30.6 (87.1)            | 33.8 (92.9)            | 33.3 (91.9)            | 28.7 (83.6)            | 23.6 (74.5)            | 16.1 (60.9)            | 9.9 (49.8)             | 21.6 (70.8)            |
| 平均最低気温 °C （°F）               | −5.4 (22.2)            | −3.1 (26.5)            | 1.9 (35.5)             | 8.2 (46.8)             | 13.4 (56.1)            | 18.2 (64.8)            | 20.6 (69.1)            | 19.3 (66.7)            | 15.2 (59.3)            | 8 (46.4)               | 2.1 (35.8)             | −3.1 (26.5)            | 7.9 (46.3)             |
| 降水量 mm （inch）                   | 41 (1.6)               | 46 (1.8)               | 81 (3.2)               | 89 (3.5)               | 130 (5)                | 117 (4.6)              | 74 (2.9)               | 71 (2.8)               | 119 (4.7)              | 94 (3.7)               | 79 (3.1)               | 50 (2)                 | 986 (38.8)             |
| 出典：Weatherbase.com April 28, 2010 |                        |                        |                        |                        |                        |                        |                        |                        |                        |                        |                        |                        |                        |

## 人口動態
以下は2006年国勢調査推計による人口統計データである。
| 基礎データ - 人口: 74,859人 - 世帯数: 26,159世帯 - 家族数: 21,162家族 - 人口密度: 642.4人/km2（1,664.0人/mi2） - 住居数: 27,085軒 - 住居密度: 232.4軒/km2（602.0軒/mi2） 人種別人口構成 - 白人: 85.34% - アフリカン・アメリカン: 3.73% - ネイティブ・アメリカン: 4.02% - アジア人: 1.90% - 太平洋諸島系: 0.05% - その他の人種: 1.22% - 混血: 3.74% - ヒスパニック・ラテン系: 3.56% 年齢別人口構成 - 18歳未満: 30.8% - 18-24歳: 7.7% - 25-44歳: 32.3% - 45-64歳: 21.6% - 65歳以上: 7.5% - 年齢の中央値: 33歳 - 性比（女性100人あたり男性の人口） - 総人口: 95.1 - 18歳以上: 91.2 | 世帯と家族（対世帯数） - 18歳未満の子供がいる: 45.5% - 結婚・同居している夫婦: 68.0% - 未婚・離婚・死別女性が世帯主: 9.7% - 非家族世帯: 19.1% - 単身世帯: 15.7% - 65歳以上の老人1人暮らし: 4.7% - 平均構成人数 - 世帯: 2.84人 - 家族: 3.18人 収入と家計（2007年推計） - 収入の中央値 - 世帯: 65,118米ドル - 家族: 61,570米ドル - 性別 - 男性: 42,397米ドル - 女性: 27,559米ドル - 人口1人あたり収入: 23,238米ドル - 貧困線以下 - 対人口: 4.5% - 対家族数: 3.4% - 18歳以下: 5.2% - 65歳以上: 6.9% |

## 評価
- CQプレスによる2007年犯罪調査では、国内で22番目に、またオクラホマ州で最も安全な都市と評価された。
- マネー・マガジンの2006年住みたい場所100傑では66位にランクされた。
- ビジネスウィーク・マガジンの2007年調査では、「南部で住むには手頃な郊外地トップ25」に1つに入った。
- マーチングバンドの「ザ・プライド・オブ・ブロークンアロー」は、2006年にインディアナポリスで開催されたバンド・オブ・アメリカ・グランド・ナショナルズ大会で1位になった。
- 6年間連続して「アメリカ樹木の都市」に選ばれてきた
- 市の新しいロゴは2008年にアメリカ広告活動協会タルサ支部から表彰状を得た。
- 市のブランド・キャンペーンはオクラホマ州自治体連合から2008年革新賞を受賞した。
- ファミリーサークル・マガジンは2008年に家族にとっての最良の都市10の1つにブロークンアローを選んだ[10]。

## 事業と産業

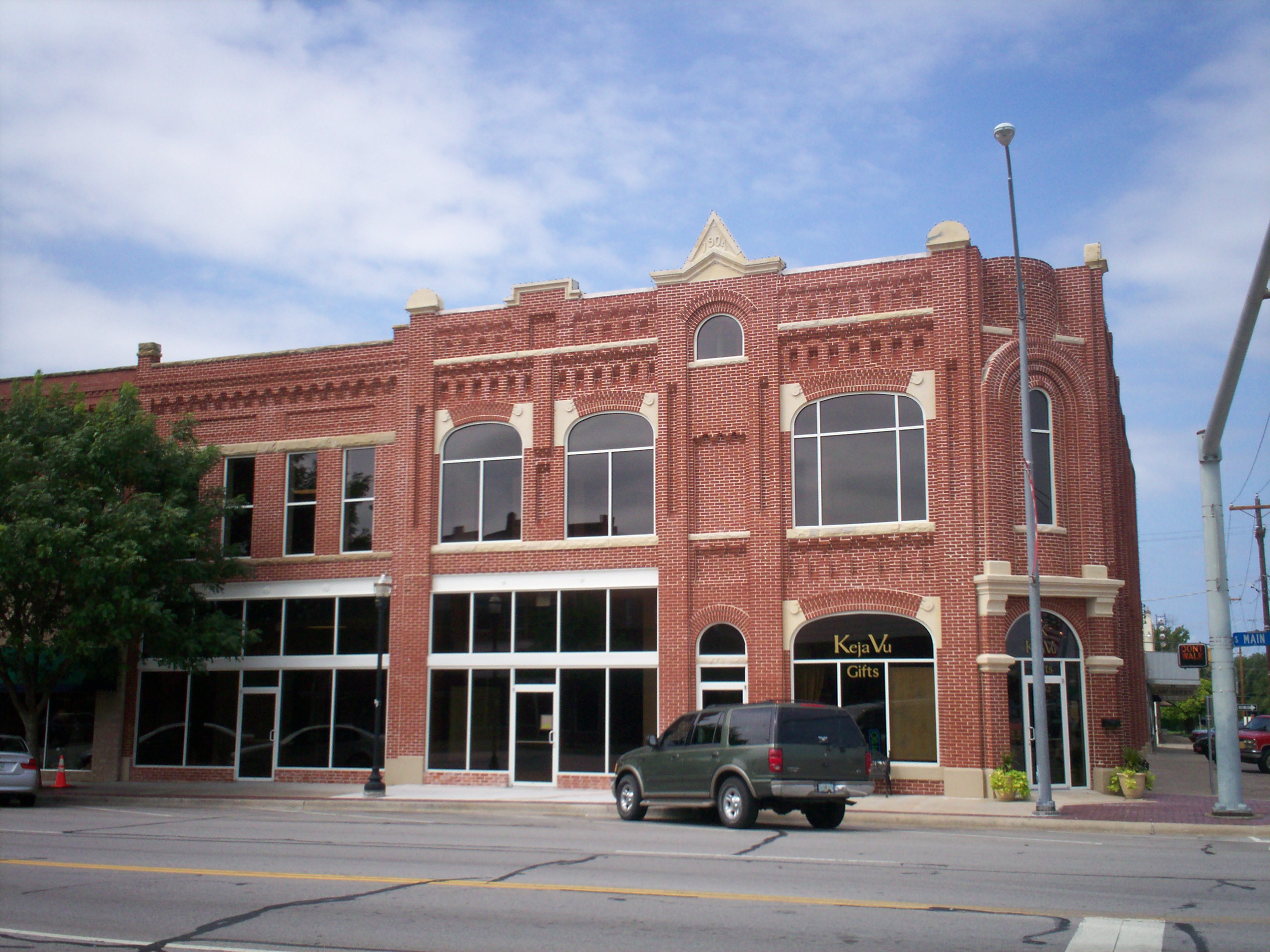
全体の再生が行われたメインストリートの歴史的建築物、2007年6月撮影

ブロークンアローには幅広い事業や製造業がある。製造業の集中度では州内3位に位置付けられる。
市内の著名な雇用主としては次の企業がある。
- フライトセイフティ・インターナショナル
- ブルー・ベル・クリーマリーズ
- スカイカム
- ウィンドストリーム・コミュニケーションズ

フライトセイフティ・インターナショナルは1985年以来ブロークンアローを拠点にし、そのシミュレーション・システムズ事業部でフライトシミュレーターと呼ばれる航空機乗組員の訓練装置を設計製作している。市内最大の雇用数を誇る民間企業である同社は現在675人を超える従業員を雇用し、その約半数は技師である。
市内全体で多くの商業開発が行われており、特に著名なものは州道51号線沿いのものである。開発の中心として数年前に開店したバス・プロ・ショップスのアウトドアワールドには、ホテル、レストラン、店舗さらには事務所が入っている。別の大規模商業開発地の中心としてフルサービスの病院と医療事務所の入るビルが建設されており、ここには小売店舗や2つのホテルが入る予定である。
2007年ブロークンアロー市はテキサス州に本拠を置くアンジェローエコノミクスに市のための「世界規模」の経済開発計画を立てるよう発注した。またブロークンアロー経済開発会社を設立し、経済開発を監督するようにしている。
2007年後半ブロークンアロー商工会議所は市の経済基盤を拡張し多様化することを目的とした経済開発キャンペーン、「アドバンス・ブロークンアロー」を開始した。

### 中心街再開発
2005年ブロークンアロー市は市内の歴史ある中心街を再生させるために中心街再開発マスタープランを採択した。この計画には歴史協会と系図学協会を収容する3階建ての新しい博物館、農産物の直売所と広場、新しい劇場、公園の整備と拡張、メインストリートにある中央中学校の職業開発センターへの転換、インフラと景観の改良が含まれ、さらに地域の歴史ある建築物のインフィル開発、再開発および再利用を奨励する施策がある。それ以来多くの建物と家屋が改修され、多くの新しい店舗と事務所が中心街に移転し、新しいタウンハウスが建設された。新しい歴史博物館、農産物直売所および劇場は2008年にオープンした。
ブロークンアロー市は、中心街の新しい開発が守らなければならない新しい厳格な設計基準を設定した。これらの基準は密な「都心」を是として「郊外型」開発を防止し、中心街における歴史ある建築物に新しい建築物がマッチすることを確保するものである。

## 教育
ブロークンアローの公共教育はブロークンアロー公共教育学区とユニオン公共教育学区が管轄している。
高等教育期間としては次の2つがある。
- ノースイースタン州立大学ブロークンアロー校
- レーマ・バイブル・カレッジ

この他にタルサ工科センター・ブロークンアローキャンパスがある。

### 図書館
市内にはブロークンアロー中央図書館とサウスブロークンアロー図書館の2図書館があり、タルサ市郡図書館システムの一部になっている。

## 交通
タルサ・トランジットが月曜日から金曜日まで市内の公共輸送バスを運行している。
主要道路は次の2つである
- オクラホマ州道51号線（ブロークンアロー・イクスプレスウェイ）
- クリーク・ターンパイク

## メディア

### 新聞
ブロークンアロー市では「ブロークンアロー・レッジャー」という新聞が発行されている。毎週水曜日と土曜日の発行である。オクラホマ州、ミズーリ州およびアーカンソー州を商圏とする新聞とインターネット出版、および商業印刷の会社であるコミュニティ・パブリッシャーズ社がこの新聞社を所有している。オクラホマ州北東部の主要日刊紙である「タルサ・ワールド」はブロークンアローのニュースを定期的に報道している。

### テレビ
コックス・ケイブルはブロークンアローの市民情報チャンネルである。市政、近日の行事など市に関する一般情報を放送している。地域気象情報も流している。

### インターネット
ブロークンアロー市は独自のウェブサイトを持っており、市の政府、地元のアメニティ、安全性、ローカルニュース、および経済開発など大量の情報を提供している。ブロークンアロー商工会議所もウェブサイトを持っており、商工会議所と経済開発についての情報を掲載している。

## 著名な住人
- ジム・ブルーワー、メジャーリーグベースボール元選手、ロサンゼルス・ドジャース
- ダニー・カヒル、テレビ番組The Biggest Loserシーズン8の勝者
- P・C・キャスト、著作家、小説家、House of Nightシリーズで知られる
- クリスティン・チェノウェス、女優、ソプラノ歌手
- アーネスト・チャイルダーズ、第二次世界大戦で名誉勲章を受章
- デデ・ドーシー、アメリカンフットボール選手、ラスベガス・ロコモーティブズ、シンシナティ・ベンガルズ、インディアナポリス・コルツ
- エスター・ドラング、インディロック・バンド
- フィル・ファランド、著作家、Nitpicker's Guidesで知られる
- デスティニー・フランケンシュタイン、ソフトボールのプロ選手、ニューイングランド・リプタイド、ノースダコタ州立大学でコーチ補[18]
- ラルフ・ブレイン・ハンセッカー、ハリウッドの歌手、作曲家、作詞家
- ビル・ヘイダー、俳優、
- マイク・アイルズ、プロレスのアナウンサー、コミッショナー、マネジャー[19]
- スティーブ・ローガン、タンパベイ・バッカニアーズのコーチ
- フェニー・ルー・オウンビー、オクラホマ州で初の女性市長、1930年代に1期を務め、水道料金の支払いについて厳格な政策を採ったことで全国的に有名になった[20]
- ブラッド・ペニー、MLB選手、元セントルイス・カージナルス
- カーレン・ロンドット、テレビ番組America's Next Top Model Cycle 4の出場者
- ウォーレン・スパーン、MLB元選手、アメリカ野球殿堂入り
本人はニューヨーク州生まれだが、引退後にこの地に移り2003年に死去するまで住み続けた。
- ウィル・トーマス、歴史ミステリー作家、2005年オクラホマ州フィクション賞を受賞
- カスリン・ザレンバ、ブロードウェイとテレビの女優[21]
- ジョシュ・ブライアント、総合格闘技家、シーズン 11で準決勝に残った